# هموند (تگزاس)
هموند (به انگلیسی: Hammond) یک منطقهٔ مسکونی در ایالات متحده آمریکا است که در شهرستان رابرتسون، تگزاس واقع شده‌است. هموند ۱۲۱٫۰۱ متر بالاتر از سطح دریا واقع شده‌است.